# Berndt Weinberger
Berndt Weinberger (* 4. August 1904 in Edelény, Ungarn; † 26. März 1957) war ein Generalmajor der Kasernierten Volkspolizei (KVP) der Deutschen Demokratischen Republik.

## Leben
Als Sohn eines Kaufmannes erlernte Weinberger nach seinem Schulbesuch den Beruf eines Elektroingenieurs, absolvierte ein Studium am Polytechnikum in Friedberg (Hessen). 1929 trat er der KPD bei und leistete revolutionäre Arbeit als Agitator, Propagandist und Redakteur in der Berliner Parteiorganisation. Während dieser Zeit war Weinberger bis 1933 als Elektroingenieur tätig, musste dann aber wegen illegaler kommunistischer Parteiarbeit Deutschland verlassen. Er emigrierte in die Sowjetunion, arbeitete zunächst in Leningrad, später in Swerdlowsk als Leiter eines technischen Labors. 1939 kehrte Weinberger nach Deutschland zurück und war vom 4. Februar 1938 bis Sommer 1939 aus politischen Gründen inhaftiert. Anschließend emigrierte er erneut in die Sowjetunion, wo er wieder in Swerdlowsk tätig war, bevor er 1947 nach Berlin zurückkehrte.
Hier trat er noch im selben Jahr der SED bei und war bis 1950 Hauptabteilungsleiter der deutschen Wirtschaftskommission sowie Leiter des Büros beim Ministerpräsidenten und Leiter des Amtes für Reparationen. 1950 erfolgte sein Eintritt als Zivilist in die bewaffneten Organe der DDR, damals die Deutsche Volkspolizei. Anschließend war er bis 1952 Leiter der Verwaltung für Auftragsangelegenheiten im Ministerium des Innern. 
1952 wurde er Leiter des Büros für Wirtschaftsfragen und zugleich bis 1953 Stellvertretender Minister des Innern für Wirtschaftsfragen. In dieser Funktion wurde er am 1. Oktober 1952 zum Generalmajor der KVP ernannt. Am 2. Februar 1953 wurde er zum Minister für Transportmittel- und Landmaschinenbau berufen. Diese Funktion übte er bis zu seiner Abberufung im Juli 1953 aus. Er wurde aber erneut zum Leiter des Amtes für Reparationen berufen und blieb bis Ende Dezember 1953 in diesem Amt. Nachdem die Regierung der UdSSR mit Beschluss vom 22. August 1953 auf alle weiteren Reparationslieferungen aus der DDR verzichtet hatte, wurden die Aufgaben des Amtes für Reparationen mit dem 31. Dezember 1953 beendet.

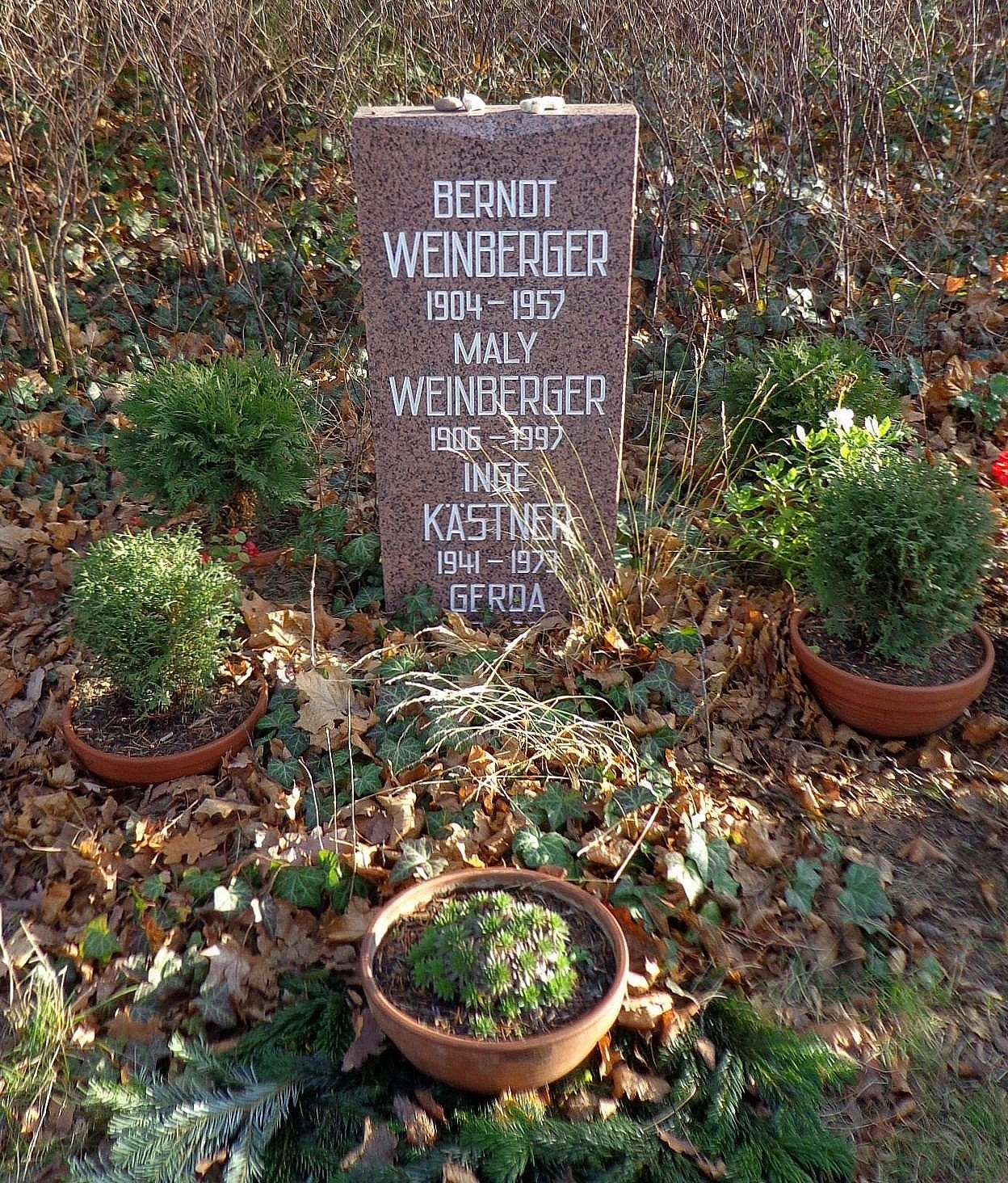
Grabstätte

Für sein Verhalten am 17. und 18. Juni 1953 im Bezirk Rostock erhielt er am 14. Juli 1953 vom Politbüro des ZK der SED eine strenge Rüge „wegen Kapitulation vor den feindlichen Unruhestiftern“. Im Oktober 1953 wurde Weinberger, aufgrund seines Verhaltens während des Aufstandes im Juni 1953, unter Aberkennung des Generalsranges aus dem Wehrdienst entlassen und versetzt. Anschließend war er als Zivilist von 1954 bis zu seinem Tod unter anderem Leiter des Büros für wissenschaftlich-technische Zusammenarbeit der Staatlichen Plankommission.
Seine Urne wurde in der Gräberanlage „Pergolenweg“ des Berliner Zentralfriedhofs Friedrichsfelde beigesetzt.